# Stade Amari Daou
Stade Amadi Daou - stadion w miejscowości Ségou w Mali o pojemności 15 tys. widzów. Zbudowany w 2001 w związku z Pucharem Narodów Afryki 2002. Na stadionie rozgrywa swoje mecze zespół AS Biton.